# Bicester

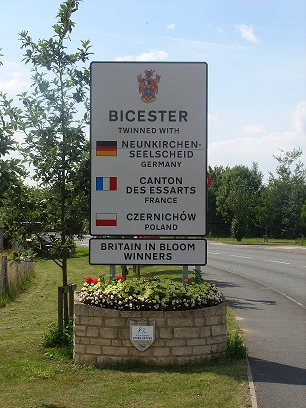
Tablica miejscowości Bicester

Bicester (wymowaⓘ, /ˈbɪstə/) – miasto w Wielkiej Brytanii (Anglia) położone w północno-wschodniej części hrabstwa Oxfordshire. 
Jest miastem partnerskim wsi Czernichów w województwie śląskim.
- Polonia
  - Polskie Centrum Informacyjno-Kulturalne w Bicester